# Ligue des champions masculine de volley-ball 2014-2015
Navigation
Ligue des champions 2013-2014 Ligue des champions 2015-2016
La Ligue des champions de volley-ball masculin est la plus importante compétition de clubs de la saison 2014-2015 en volley-ball. Elle oppose les vingt-huit meilleures équipes européennes, distribuées dans sept groupes et qui se disputent l'une des quatre places qualificatives pour la phase finale qui se joue cette saison à la Max-Schmeling-Halle de Berlin en Allemagne.
Pour la troisième fois de son histoire, le Zenit Kazan est sacré champion d'Europe à l'issue d'une finale disputée face au Resovia Rzeszów. Le Berlin Recycling Volleys, club hôte de cette phase finale, prend la troisième place.

## Participants
La participation des clubs à la compétition se fait selon leur position dans leurs ligues respectives et la position de ces dernières au classement CEV. Certains pays comme la Russie ou la Belgique reçoivent également une wildcard, symbolisée par le sigle WC.
| Rang CEV | Pays       | Places | Clubs                                                      |
| -------- | ---------- | ------ | ---------------------------------------------------------- |
| 1        | Italie     | 3      | Cucine Lube Treia Sir Safety Pérouse Copra Volley Piacenza |
| 2        | Pologne    | 3      | Skra Bełchatów Asseco Resovia Rzeszów Jastrzębski Węgiel   |
| 3        | Russie     | 2 + 1  | Zenit Kazan Lokomotiv Novossibirsk Belogorie Belgorod (WC) |
| 4        | Turquie    | 2      | Halkbank Ankara Fenerbahçe                                 |
| 5        | Belgique   | 2 + 1  | Knack Roeselare Precura Antwerpen Noliko Maaseik (WC)      |
| 6        | Allemagne  | 2      | Berlin Recycling Volleys VfB Friedrichshafen               |
| 7        | France     | 2      | Tours VB Paris Volley                                      |
| 8        | Grèce      | 1      | Olympiakos Le Pirée                                        |
| 9        | Autriche   | 1 + 1  | Hypo Tirol Innsbrück Posojilnica Aich/Dob (WC)             |
| 10       | Roumanie   | 1      | Tomis Constanţa                                            |
| 11       | Serbie     | 0      | –                                                          |
| 12       | Slovénie   | 1      | ACH Volley Ljubljana                                       |
| 13       | Espagne    | 1      | CAI Teruel                                                 |
| 14       | Bulgarie   | 1      | Marek Union-Ivkoni Dupnitsa                                |
| 15       | Tchéquie   | 1      | Jihostroj České Budějovice                                 |
| 16       | Monténégro | 1      | Budvanska Rivijera Budva                                   |
| 17       | Suisse     | 0 + 1  | #Dragons Lugano (WC)                                       |

1. ↑  Les clubs serbes ne remplissent pas les critères requis par la CEV.

## Compétition

### Phase de groupes

#### Composition des groupes
| Poule A                                                               | Poule B                                                                 | Poule C                                                                          | Poule D                                                         | Poule E                                                      | Poule F                                                                | Poule G                                                             |
| --------------------------------------------------------------------- | ----------------------------------------------------------------------- | -------------------------------------------------------------------------------- | --------------------------------------------------------------- | ------------------------------------------------------------ | ---------------------------------------------------------------------- | ------------------------------------------------------------------- |
| Tomis Constanţa Copra Volley Piacenza Knack Roeselare #Dragons Lugano | Lokomotiv Novossibirsk Jastrzębski Węgiel Marek Union-Ivkoni CAI Teruel | Resovia Rzeszów Berlin Recycling Volleys Budvanska Rivijera ACH Volley Ljubljana | Zenit Kazan VfB Friedrichshafen Posojilnica Aich/Dob Olympiakos | Belogorie Belgorod Cucine Lube Treia Fenerbahçe Paris Volley | Skra Bełchatów Precura Antwerpen Hypo Tirol Innsbrück České Budějovice | Sir Safety Pérouse Halkbank Ankara Tours Volley-Ball Noliko Maaseik |

- Qualifié pour le tour suivant

#### Poule A
| # | Équipe                | Pts | J | G | Gt | Pt | P | Sp | Sc | Ratio | Pp  | Pc  | Ratio |
| 1 | Tomis Constanţa       | 14  | 6 | 3 | 2  | 1  | 0 | 17 | 9  | 1.889 | 583 | 549 | 1.062 |
| 2 | Copra Volley Piacenza | 12  | 6 | 2 | 2  | 2  | 0 | 16 | 12 | 1.333 | 643 | 600 | 1.072 |
| 3 | Knack Roeselare       | 9   | 6 | 2 | 1  | 1  | 2 | 13 | 13 | 1     | 564 | 571 | 0.988 |
| 4 | #Dragons Lugano       | 1   | 6 | 0 | 0  | 1  | 5 | 6  | 18 | 0.333 | 498 | 568 | 0.877 |

#### Poule B
| # | Équipe                      | Pts | J | G | Gt | Pt | P | Sp | Sc | Ratio | Pp  | Pc  | Ratio |
| 1 | Lokomotiv Novossibirsk      | 15  | 6 | 5 | 0  | 0  | 1 | 15 | 6  | 2.5   | 521 | 437 | 1.192 |
| 2 | Jastrzębski Węgiel          | 11  | 6 | 3 | 1  | 0  | 2 | 13 | 8  | 1.625 | 471 | 435 | 1.083 |
| 3 | CAI Teruel                  | 7   | 6 | 2 | 0  | 1  | 3 | 9  | 12 | 0.75  | 457 | 498 | 0.918 |
| 4 | Marek Union-Ivkoni Dupnitsa | 3   | 6 | 0 | 1  | 1  | 4 | 6  | 17 | 0.353 | 453 | 532 | 0.852 |

#### Poule C
| # | Équipe                   | Pts | J | G | Gt | Pt | P | Sp | Sc | Ratio | Pp  | Pc  | Ratio |
| 1 | Asseco Resovia Rzeszów   | 14  | 6 | 4 | 1  | 0  | 1 | 15 | 5  | 3     | 460 | 400 | 1.15  |
| 2 | Berlin Recycling Volleys | 14  | 6 | 4 | 0  | 2  | 0 | 16 | 7  | 2.286 | 542 | 478 | 1.134 |
| 3 | Budvanska Rivijera Budva | 5   | 6 | 1 | 1  | 0  | 4 | 7  | 15 | 0.467 | 465 | 518 | 0.898 |
| 4 | ACH Volley Ljubljana     | 3   | 6 | 1 | 0  | 0  | 5 | 5  | 16 | 0.313 | 434 | 505 | 0.859 |

#### Poule D
| # | Équipe               | Pts | J | G | Gt | Pt | P | Sp | Sc | Ratio | Pp  | Pc  | Ratio |
| 1 | Zenit Kazan          | 18  | 6 | 6 | 0  | 0  | 0 | 18 | 0  | MAX   | 453 | 344 | 1.317 |
| 2 | VfB Friedrichshafen  | 10  | 6 | 3 | 0  | 1  | 2 | 11 | 9  | 1.222 | 452 | 431 | 1.049 |
| 3 | Posojilnica Aich/Dob | 5   | 6 | 1 | 1  | 0  | 4 | 7  | 15 | 0.467 | 457 | 521 | 0.877 |
| 4 | Olympiakos Le Pirée  | 3   | 6 | 1 | 0  | 0  | 5 | 4  | 16 | 0.25  | 420 | 486 | 0.864 |

#### Poule E
| # | Équipe             | Pts | J | G | Gt | Pt | P | Sp | Sc | Ratio | Pp  | Pc  | Ratio |
| 1 | Belogorie Belgorod | 15  | 6 | 5 | 0  | 0  | 1 | 16 | 5  | 3.2   | 507 | 439 | 1.155 |
| 2 | Cucine Lube Treia  | 10  | 6 | 3 | 0  | 1  | 2 | 12 | 10 | 1.2   | 509 | 481 | 1.058 |
| 3 | Fenerbahçe         | 7   | 6 | 1 | 2  | 0  | 3 | 11 | 14 | 0.786 | 537 | 574 | 0.936 |
| 4 | Paris Volley       | 4   | 6 | 1 | 0  | 1  | 4 | 6  | 16 | 0.375 | 462 | 521 | 0.887 |

#### Poule F
| # | Équipe                     | Pts | J | G | Gt | Pt | P | Sp | Sc | Ratio | Pp  | Pc  | Ratio |
| 1 | Skra Bełchatów             | 18  | 6 | 6 | 0  | 0  | 0 | 18 | 2  | 9     | 500 | 405 | 1.235 |
| 2 | Precura Antwerpen          | 9   | 6 | 3 | 0  | 0  | 3 | 11 | 10 | 1.1   | 478 | 478 | 1     |
| 3 | Hypo Tirol Innsbrück       | 6   | 6 | 1 | 0  | 0  | 4 | 8  | 13 | 0.615 | 501 | 504 | 0.994 |
| 4 | Jihostroj České Budějovice | 3   | 6 | 1 | 0  | 0  | 5 | 4  | 16 | 0.25  | 399 | 491 | 0.813 |

#### Poule G
| # | Équipe             | Pts | J | G | Gt | Pt | P | Sp | Sc | Ratio | Pp  | Pc  | Ratio |
| 1 | Sir Safety Pérouse | 14  | 6 | 4 | 1  | 0  | 1 | 16 | 6  | 2.667 | 526 | 484 | 1.087 |
| 2 | Halkbank Ankara    | 14  | 6 | 4 | 1  | 0  | 1 | 16 | 9  | 1.778 | 605 | 541 | 1.118 |
| 3 | Tours Volley-Ball  | 5   | 6 | 1 | 0  | 2  | 3 | 9  | 15 | 0.6   | 521 | 563 | 0.925 |
| 4 | Noliko Maaseik     | 3   | 6 | 0 | 1  | 1  | 4 | 6  | 17 | 0.353 | 475 | 539 | 0.881 |

### Playoffs

#### Playoffs à 12
Les matchs des playoffs ont été désignés par tirage au sort. L'organisateur de la phase finale, le Berlin Recycling Volleys, est exempté de ces deux tours.
| Équipe 1              | Score | Équipe 2               | Aller | Retour |
| --------------------- | ----- | ---------------------- | ----- | ------ |
| VfB Friedrichshafen   | 1–5   | Asseco Resovia Rzeszów | 2–3   | 1–3    |
| Tomis Constanţa       | 0–6   | Lokomotiv Novossibirsk | 0–3   | 0–3    |
| Jastrzębski Węgiel    | 1–5   | Sir Safety Pérouse     | 2–3   | 0–3    |
| Cucine Lube Treia     | 0–6   | Skra Bełchatów         | 0–3   | 1–3    |
| Copra Volley Piacenza | 1–5   | Zenit Kazan            | 0–3   | 2–3    |
| Halkbank Ankara       | 3–31  | Belogorie Belgorod     | 3–1   | 1–3    |

1 Halkbank Ankara vainqueur au golden set 15–11.

#### Playoffs à 6
| Équipe 1               | Score | Équipe 2               | Aller | Retour |
| ---------------------- | ----- | ---------------------- | ----- | ------ |
| Lokomotiv Novossibirsk | 2–4   | Asseco Resovia Rzeszów | 1–3   | 3–2    |
| Sir Safety Pérouse     | 2–4   | Skra Bełchatów         | 3–2   | 1–3    |
| Zenit Kazan            | 4–2   | Halkbank Ankara        | 3–0   | 2–3    |

### Finale à quatre
Deux clubs polonais étant qualifiés, ils se rencontrent automatiquement en demi-finale.
|  | Demi-finales             | Demi-finales           |                        |   | Finale               | Finale               |
|  | Demi-finales             | Demi-finales           |                        |   | Finale               | Finale               |
|  |                          |                        |                        |   |                      |                      |
|  | Berlin, 28 mars 2015     | Berlin, 28 mars 2015   |                        |   | Berlin, 29 mars 2015 | Berlin, 29 mars 2015 |
|  | Berlin, 28 mars 2015     | Berlin, 28 mars 2015   |                        |   | Berlin, 29 mars 2015 | Berlin, 29 mars 2015 |
|  | Zenit Kazan              | 3                      |                        |   | Berlin, 29 mars 2015 | Berlin, 29 mars 2015 |
|  | Zenit Kazan              | 3                      |                        |   | Berlin, 29 mars 2015 | Berlin, 29 mars 2015 |
|  | Berlin Recycling Volleys | 1                      |                        |   | Berlin, 29 mars 2015 | Berlin, 29 mars 2015 |
|  | Berlin Recycling Volleys | 1                      | Zenit Kazan            | 3 |                      |                      |
|  | Berlin, 28 mars 2015     |                        | Zenit Kazan            | 3 |                      |                      |
|  |                          | Asseco Resovia Rzeszów | 0                      |   |                      |                      |
|  | Asseco Resovia Rzeszów   | Asseco Resovia Rzeszów | 0                      | 3 |                      |                      |
|  | Asseco Resovia Rzeszów   |                        |                        | 3 |                      |                      |
|  | Skra Bełchatów           | 0                      |                        |   |                      |                      |
|  | Skra Bełchatów           | 0                      | Match pour la 3e place |   |                      |                      |
|  |                          |                        |                        |   |                      |                      |
|  | Berlin, 29 mars 2015     |                        |                        |   |                      |                      |
|  |                          |                        |                        |   |                      |                      |
|  | Berlin Recycling Volleys | 3                      |                        |   |                      |                      |
|  | Berlin Recycling Volleys | 3                      |                        |   |                      |                      |
|  | Skra Bełchatów           | 2                      |                        |   |                      |                      |
|  | Skra Bełchatów           | 2                      |                        |   |                      |                      |

## Récompenses
| - MVP : Wilfredo León (Zenit Kazan) - Meilleur marqueur : Tsvetan Sokolov (Halkbank Ankara) - Meilleurs réceptionneurs : Wilfredo León (Zenit Kazan) Facundo Conte (Skra Bełchatów) - Meilleurs centraux : Piotr Nowakowski (Asseco Resovia Rzeszów) Rob Bontje (Berlin Recycling Volleys) | - Meilleur attaquant : Maxim Mikhaylov (Zenit Kazan) - Meilleur passeur : Fabian Drzyzga (Asseco Resovia Rzeszów) - Meilleur libéro : Teodor Salparov (Zenit Kazan) - Prix du fair-play : Scott Touzinsky (Berlin Recycling Volleys) |